# Lascelles (Québec)
Pour les articles homonymes, voir Lascelles.
Lascelles est un hameau compris dans le territoire de la municipalité de La Pêche dans Les Collines-de-l'Outaouais en Outaouais au Québec (Canada).

## Histoire

### Toponymie
Le hameau est connu sous le nom de Johnston's Corner à la fin du XIXe siècle.

### Chronologie
Une mission est établie en desserte conjointe avec Wakefield en 1864. Une première église anglicane de pin est construite cette année-là, puis rénovée en 1887. Une église de briques est construite de 1906 à 1910.
À son apogée, Lascelles compte une fromagerie, une forge, un magasin général et deux églises. L'arrivée du chemin de fer à Wakefield et dans la vallée de la Gatineau entraîne un exode de la population vers les localités desservies par le train.
Lascelles est originellement érigé dans la municipalité du canton de Masham, elle-même une subdivision du comté d'Ottawa numéro 1 le 1er juillet 1855. Le 1er janvier 1975, la municipalité de Masham-Nord est annexée à Aldfield, Wakefield et Sainte-Cécile-de-Masham, et le hameau est incorporé à la municipalité de La Pêche.

## Services
Dans le schéma d'aménagement et de développement des Collines-de-l'Outaouais, Lascelles est considéré comme une aire de service secondaire offrant des services de proximité pour les populations éloignées des noyaux villageois plus importants.

### Loisirs, culture et vie communautaire
La communauté organise un jardin public sur le chemin Davidson.
La paroisse Chelsea-Lascelles-Wakefield fournit des services à la communauté prostestante dans l'Église Holy Trinity.